# Рэтклифф, Джон
Джон Рэтклифф (англ. John Ratcliffe) (12 мая 1549 — 2 сентября 1609) — английский моряк, губернатор и первопроходец, был капитаном Discovery, одного из трёх кораблей, которые отплыли из Англии 19 декабря 1606, чтобы основать колонию в Вирджинии, куда они прибыли 26 апреля 1607 года. Позже он стал вторым губернатором этой колонии, впоследствии названной Джеймстауном. Он был убит Поухатаном.

## Биография
Рэтклифф родился в Ланкашире. Многие люди говорят, что он использовал псевдоним Джон Сиклемор (John Sicklemore), однако это не было подтверждено. Он служил матросом, прежде чем отправится в Вирджинию. Discovery был самым маленьким из всех трёх кораблей; экипаж составлял всего 21 человек. Он стал губернатором колонии после отставки Эдварда Марии Уингфилда 10 сентября 1607. Рэтклифф был мудрый и проницательный губернатор, но он впал в немилость у многих колонистов после привлечения мужчин для постройки дома губернатора. Многим колонистам также не нравилось то, как он вел торговлю с туземцами и как он действовал во время нехватки продовольствия летом 1608. Рэтклифф был снят с поста в июле 1608, его сменил Мэттью Скривенер. Во время администрации Джорджа Перси, Рэтклифф был отправлен в октябре 1609 построить форт на Олд Поинт Комфорт, который был назван Форт Алдженоурн (Algenourne Fort) в честь одного из предков Перси.[1]

### Деятельность в колонии
Рэтклифф работал с Джоном Смитом, чтобы сместить Эдварда Уингфилда из должности президента, потому что последний прятал еду, нужную колонии, для себя. Рэтклифф был избран губернатором и попросил Джона Смита организовать детали работы и экспедиций для торговли с индейцами. К январю 1608 года в живых оставалось только 40 колонистов, и Рэтклифф вместе с Советом планировал вернуться в Англию. Чрезмерно щедрая торговля Рэтклиффа спровоцировала жалобы Смита на то, что у них скоро закончатся предметы для торговли. Рэтклифф покинул свой пост (в ходе отставки или смещения) в июле 1608 года, за два месяца до окончания его срока. В то время он потерял веру колонистов, которые обвинили его в накоплении продуктов питания. Колонисты были в ярости и от того факта, что Рэтклифф, в то время как они больны и умирают, приказал построить Капитолий в лесу. Колонисты окрестили проект «Дворцом Рэтклиффа».
Рэтклифф, сопровождаемый Кристофером Ньюпортом, отплыл из Вирджинии в 1608 году. Он командовал одним из кораблей флота Сэра Томаса Гейтса, Diamond.
В декабре 1609 Рэтклифф и 14 собратьев-колонистов были приглашены на сбор с племенем индейцев поухатанов. Их вождь Поухатан пообещал дать голодающим колонистам кукурузу, но это оказалось ловушкой. Колонисты попали в засаду. Рэтклифф перенёс ужасные пытки: его привязали к столбу перед огнём, а женщины племени сняли кожу с его лица острыми ракушками и бросили в огонь, заставив ещё живого Рэтклиффа наблюдать процесс сжигания. Наконец, он сам был сожжён на костре.

### Связь с событиями в Роаноке, владение землями в Северной Каролине
Есть задокументированное свидетельство того, что Джон Рэтклифф обладал сотнями акров земли в графстве Бьюфорт, Северная Каролина, притом что данные земли, судя по официальным документам, могли выдаваться только колонистам. Колонисты из Роанока и Джеймстауна были единственными англичанами в Северной Каролине в 17 столетии, способными претендовать на эти земли. Ходит легенда, что все поселенцы колонии Роанок были убиты индейцами, так что колонисты из Джеймстауна стали единственными, кто смог владеть этой землёй. Неизвестно, был ли к этому как-то причастен сам Рэтклифф.
Известно о двух людях по имени Джон Рэтклифф, которых можно было видеть в Джеймстауне. Следы Джона Рэтклиффа, не убитого индейцами, можно проследить в северной части Вирджинии. Другой же Джон Рэтклифф (убитый коренными американскими жителями), скорее всего, был получателем этих земель. Возможно, что были и другие люди с именем Джон Рэтклифф, претендовавшие на земли Северной Каролины, корабли которых не были зарегистрированы в Джеймстауне; между тем, это маловероятно.

## Задокументированные свидетельства очевидцев
История Джона Рэтклиффа была записана со слов очевидцев и включена в сборник The Jamestown Adventure: Accounts of the Virginia Colony, 1605–1614 (Real Voices, Real History) под редакцией Эда Саутэрна:
«…Когда старый хитрый вождь улучил нужное время и вырезал их всех (поселенцев), (он) оставил лишь удивлённого каптана Рэтклиффа живым, которого он (Поухатан) заставил привязать к столбу голым, с разведённым перед ним костром. И была его плоть сорвана с костей его женщинами с острыми ракушками в руках, и прямо перед его лицом была в огонь брошена; и так, из-за неосмотрительности, все они трагически погибли».

## В популярной культуре
Рэтклифф изображен в анимационном фильме «Покахонтас» компании Walt Disney Pictures как Губернатор Рэтклифф. В фильме он изображен как жадный и амбициозный человек и является главным отрицательным персонажем. Персонаж Рэтклиффа уверен, что индейцы — варвары в своей природе, и спрятали много золота в окрестностях Вирджинии, несмотря на то, что золота в тех краях никогда не бывало и у индейцев был свой склад общества. Чтобы получить золото, он организовал поход против племени поухатанов, но был остановлен и схвачен своими же подчинёнными колонистами. В этом фильме он появляется в компании своего ручного мопса Перси (назван в честь английского колониста Джорджа Перси) и слуги Уиггинса. Был озвучен Дэвидом Огденом Стайерсом. В русском дубляже говорит голосом Игоря Балалаева. Герой Рэтклиффа появляется и во второй части фильма, вышедшей сразу на видеоносителях. Там он планирует саботировать дипломатический визит Покахонтас к королю Якову I, выставив её дикаркой, и тем самым получить разрешение короля на отправку огромной армады для покорения индейцев. Впоследствии он был окончательно разоблачён в своём предательстве и арестован лично королём.